# Egill Jacobsen
Egill Jacobsen, född 16 december 1910 i Köpenhamn, död 21 april 1998, var en dansk expressionistisk konstnär.

## Biografi
Jacobsen var medlem av COBRA-gruppen och var professor vid Det Kongelige Danske Kunstakademi i Köpenhamn mellan 1959 och 1973. Han utbildades vid samma institution 1932 under Kræsten Iversen och Peder Hald. Han slog igenom 1945 då han bjöds in till Kunstforeningen i Köpenhamn för att förevisa sina verk.
Med sina färgstarka abstrakta målningar, rytmiskt uppbyggda och med anknytning till primitiva masker, hade han sedan 1940-talet intagit en ledande ställning inom modern dansk konst. 
Jacobsen har förärats Eckersberg Medaillen 1959 och Thorvaldsen Medaillen 1969. Jacobsen är representerad vid bland annat Göteborgs konstmuseum.